# عرقون بورنيوني
عرقون بورنيوني (الاسم العلمي:Euphrasia borneensis) هو نوع غير مؤكد من النباتات يتبع جنس العرقون من الفصيلة الهالوكية.